# Anastasia Sivayeva
Anastasia Sergeevna Sivayeva (en ruso: Анастаси́я Серге́евна Сива́ева; 10 de noviembre de 1991 en Moscú) es una actriz rusa de cine, teatro y televisión, reconocida principalmente por su papel de Darya Vasnetsova en la popular serie de televisión cómica Daddy's Daughters. Inició su carrera a mediados de la década de 2000 con pequeñas apariciones en la serie Delusion y en el largometraje Words and Music.

## Biografía

### Inicios
Anastasia Sivayeva nació en Moscú, República Socialista Federativa Soviética de Rusia, Unión Soviética. Desde que tenía cinco años empezó a interesarse por las artes, ingresando en clases de baile. A los siete se graduó en una agencia de modelaje infantil manejada por Vyacheslav Zaitsev, y acto seguido empezó a figurar en producciones teatrales, incluso llegando a ganar varios premios en esta actividad.

### Década de 2000
En el año 2000 se vinculó a la agencia de modelaje infantil Aleksey Bulanov, donde continuó formándose en actuación, baile moderno y otros tipos de danza. Poco tiempo después fue descubierta y vinculada al elenco de la versión rusa del popular programa infantil Sesame Street. En 2003, el director Iván Solovov la escogió para representar el papel de la hija del personaje de Margo en su largometraje Words and Music (2004). Ese mismo año apareció en un episodio de la serie Delusion.
En 2005, Anastasia participó en el programa de televisión The Through Line  (dirigido por Peter Stein), basado en la obra del mismo nombre de la autora Liudmila Ulítskaya. Dos años después empezó a interpretar el papel de Darya en la serie de televisión de comedia Daddy's Daughters, logrando popularidad nacional.

### Década de 2010
En 2010 interpretó el papel de Kristina en la serie de televisión Last Minute. En 2014 protagonizó el cortometraje Ax, en el debut como director de Ilya Silaev.

## Filmografía seleccionada
| Año       | Título            | Papel            | Notas               |
| --------- | ----------------- | ---------------- | ------------------- |
| 2004      | Delusion          |                  | Serie de televisión |
| 2004      | Through Line      | Lyalya           | Telefilme           |
| 2004      | Words and Music   | Hija de Margo    | Largometraje        |
| 2007-2013 | Daddy's Daughters | Darya Vasnetsova | Serie de televisión |
| 2010      | Last Minute       | Kristina         | Serie de televisión |
| 2014      | Ax                |                  | Cortometraje        |